# Göran Pettersson
Göran Pettersson (* 1. Oktober 1961 in Knivsta) ist ein ehemaliger schwedischer Gewichtheber.

## Karriere
Petterson erreichte bei den Weltmeisterschaften 1983 in Moskau den achten Platz in der Klasse bis 110 kg. 1984 nahm er an den Olympischen Spielen in Los Angeles teil und wurde Sechster. Allerdings wurde er bei der anschließenden Dopingkontrolle positiv getestet und disqualifiziert.